# Hieracium vogesiacum
Espèce
Classification APG III (2009)
L'Épervière des Vosges (Hieracium vogesiacum) est une espèce de plante à fleurs du genre Hieracium (les Épervières).
C'est une plante vivace. Comme son nom vernaculaire l'indique, on la trouve dans le Massif des Vosges.

## Statut de protection
En France, l'espèce est protégée en Alsace.